# Tuber separans
Tuber separans är en svampart som beskrevs av Gilkey 1916. Tuber separans ingår i släktet Tuber och familjen Tuberaceae.   Inga underarter finns listade i Catalogue of Life.